# Човек за сва времена (филм)
Човек за сва времена (енгл. A Man for All Seasons) је британски историјски драмски филм из 1966. године, редитеља и продуцента Фреда Зинемана, а адаптирао га је Роберт Болт на основу сопствене позоришне представе. Филм приказује последње године сер Томаса Мора, лорда канцелара Енглеске из 16. века који је одбио да потпише писмо у коме се од папе Клемента VII тражило да поништи брак краља Хенрија VIII са Катарином Арагонском, и да положи заклетву којом би признао Хенрија за врховног поглавара Цркве Енглеске.
Пол Скофилд, који је играо Мора на премијери на Вест Енду, такође је преузео главну улогу у филму, поред Венди Хилер, Роберта Шоа, Сузане Јорк и Орсона Велса. У споредним улогама се појављују Најџел Девенпорт, Лео Макерн, Корин Редгрејв, Ванеса Редгрејв и, у једној од његових најранијих филмских улога, Џон Херт. Филм је дистрибуирао Columbia Pictures 12. децембра 1966. године.
Човек за сва времена остварио је критички и комерцијални успех. Освојио је Оскара за најбољи филм на 39. додели Оскара, док су глумци и екипа освојили још пет, укључујући најбољу режију за Зинемана и најбољег глумца за Скофилда. Такође је освојио награду Златни глобус за најбољи драмски филм, као и БАФТА награде за најбољи филм и најбољи британски филм. Британски филмски институт га је 1999. прогласио 43. најбољим британским филмом свих времена.

## Наслов
Наслов одражава Болтово приказивање Мора као врхунског човека савести, који остаје веран својим принципима и религији у свим околностима и у сваком тренутку. Болт је ту титулу позајмио од Роберта Витингтона, Моровог савременика, који је 1520. афирмативно писао о Мору као „човеку за сва времена”.

## Радња
Радња филма се одвија између 1529. до 1535. године, током владавине енглеског краља Хенрија VIII.
Током приватног састанка у Хемптон Корту касно увече, кардинал Томас Вулси, лорд канцелар Енглеске, грди сер Томаса Мора што је једини члан државног савета који се супротставио Вулсијевим покушајима да од папе Клемента VII затражи поништење брака Хенрија VIII и Катарине Арагонске, пошто њихов брак није произвео мушког наследника. Поништењем брака, Хенри би могао да се ожени Аном Болен, са којом се нада да би могао да добије сина и тиме избегао понављање Ратова ружа. Мор објашњава да не може да се сложи са Вулсијевим предлогом да изврше „притисак” на имовину и приходе Цркве у Енглеској. У међувремену, разговор прислушкује Вулсијев помоћник, Томас Кромвел.
Вративши се у свој дом у Челсију у зору, Мор затиче свог младог познаника Ричарда Рича како га чека да би лобирао за позицију на двору. Мор уместо тога нуди Ричу посао учитеља. Рич одбија Морову понуду, рекавши да би му такав посао пружио слабе изгледе да се прослави. Мор затиче своју ћерку Маргарет са бриљантним младим адвокатом, Вилијамом Ропером, који најављује да жели да се ожени њом. Мор, као побожни католик, каже да не може дати свој благослов Роперу пошто је лутеран.
Нешто касније, Вулси умире у сеоском манастиру у срамоти након што је прогнан са суда јер није успео да добије папино поништење брака које је Хенри желео. Хенри именује Мора за лорда канцелара Енглеске. Краљ долази у „изненадну” посету Моровом имању и поново тражи његову подршку за поништење брака, али Мор остаје непоколебљив док Хенри прети, са наизменичним испадима беса и обећања неограничене краљевске наклоности. Док краљ одлази, Кромвел обећава Ричу позицију на двору у замену за информације које ће наштетити Мору.
Ропер, сазнавши за Морову свађу са краљем, говори да су се његови верски ставови знатно променили и изјављује да је нападом на Цркву краљ постао „ђавољи министар”. Мор опомиње Ропера да се уздржи када Рич стигне, поново молећи се за позицију на двору. Када Мор поново одбије, Рич за његовог управника тврди да је Кромвелов шпијун, на шта недирнути Мор одговара: „Наравно, он је један од мојих слуга.”
Понижен, Рич се придружује Кромвелу у покушају да сруши Мора. У међувремену, краљ наређује парламенту и бискупима да га прогласе за „врховног поглавара Цркве Енглеске”. Прихватајући цезаропапизам, бискупи и парламент пристају на краљеве захтеве и одричу се сваке оданости папи. Мор подноси оставку на место лорда канцелара, не желећи да прихвати нови поредак. Његов блиски пријатељ, Томас Хауард, војвода од Норфока, покушава да изнесе своје мишљење у пријатељском приватном разговору, али Мор зна да је време за отворено причање о таквим стварима прошло.
У сусрету са Норфоком, Кромвел имплицира да ће Морове невоље бити готове ако буде присуствовао краљевом „венчању” са Аном Болен. Након што Мор то не учини, поново га позивају у Хемптон Корт, где Кромвел испитује Мора у Вулсијевој бившој канцеларији. Мор одбија да одговори и разбеснели Кромвел открива да краљ на Мора гледа као на издајника, али му дозвољава да оде. Чамџије на Темзи су свесни краљевог непријатељства према Мору и одбијају да га превезу, па се Мор враћа кући пешке.
Када Мор коначно стигне, Маргарет га обавештава да сви морају положити нову заклетву оданости краљу или се суочити са оптужбама за велеиздају. У почетку, Мор каже да би можда био вољан да положи заклетву, у зависности од њене формулације. Пошто је сазнао да краља именује као врховног поглавара Цркве и не дозвољава никакве правне или моралне рупе, Мор одбија да је прихвати и бива затворен у Лондонску Кулу.
Мор остаје непоколебљив у свом одбијању да положи заклетву и одбија да објасни, знајући да не може бити осуђен ако изричито не негира краљеву превласт. Његов захтев да му се у ћелију донесу нове књиге има негативне последице, што доводи до конфискације књига које тренутно има, а за то је задужен Рич, што му пружа прилику да даље расправља са Мором.
Мор се опрашта од своје супруге Алис, Маргарет и Ропера, позивајући их да не покушавају да га бране, већ да напусте земљу.
Убрзо након тога, Мор је изведен на суђење, а Кромвел наступа као тужилац. Мор одбија да изнесе мишљење о другом краљевом браку или разлогу због кога неће да положи заклетву. Као искусан адвокат и судија, он своје ћутање наводи као део своје одбране, засновано на правном принципу да се ћутање тумачи као сагласност. Кромвел позива Рича да сведочи. Рич наводи да му је, када је отишао да конфискује Морове књиге, Мор рекао да иако парламент има моћ да свргне краља с престола, он нема овлашћење да краља постави за поглавара Цркве.
Ужаснути Мор нуди да положи заклетву да никада тако нешто није рекао Ричу. Мор додаје да никада не би тако опасно мишљење поверио „таквом човеку”. Док Рич напушта ложу за сведоке, открива да је, као награду од Кромвела, постављен за генералног тужиоца Велса, на Морову велику жалост. По директном наређењу Кромвела, порота осуђује Мора без напуштања суднице ради расправе. Међутим, када судије почињу да изричу смртну казну, Мор их прекида и подсећа да затворенике пре изрицања пресуде треба питати да ли имају нешто да кажу.
Мор назива Акт о превласти парламента одбојним за сваки правни преседан и институцију у читавој историји хришћанског света. Он цитира библијску основу за Петровско првенство и ауторитет папства, а не националних влада, над Црквом. Мор даље изјављује да је слобода Цркве од државне контроле и мешања загарантована и у Великој повељи и у краљевој заклетви приликом крунисања. Како настаје галама, судије изричу казну према стандардном обрасцу; Мор је послат назад у Кулу и осуђен на обезглављивање.
Сцена прелази са суда на Тауер Хил, где Мор испоштује обичаје, помиловањем и давањем напојнице џелату. Мор изјављује: „Умирем као добар слуга његовог Величанства, али најпре као Божји слуга”. Клечи на блок и, ван екрана, џелат му одсеца главу.
У епилогу се наводе касније преране смрти главних ликова, осим Рича, који је „постао канцелар Енглеске и умро у свом кревету”.

## Улоге
- Пол Скофилд као Томас Мор
- Венди Хилер као Алис Мор
- Лео Макерн као Томас Кромвел
- Орсон Велс као Томас Вулси
- Роберт Шо као краљ Хенри VIII Тјудор
- Сузана Јорк као Маргарет Мор
- Најџел Девенпорт као Томас Хауард, војвода од Норфока
- Џон Херт као барон Ричард Рич
- Корин Редгрејв као Вилијам Ропер
- Колин Блејкли као Метју
- Сирил Лакам као надбискуп Томас Кранмбер
- Ванеса Редгрејв као Ана Болен
- Џек Гвилим као врховни судија

## Адаптација
Роберт Болт је сам адаптирао сценарио. Текући лик Обичног човека је избачен и лик је подељен на улоге лађара на Темзи, Моровог управника, гостионичара, тамничара из Куле, старешине пороте и џелата. Подзаплет који је укључивао царског амбасадора Јустаса Чапуиса је такође исечен. Додато је неколико мањих сцена, укључујући Вулсијеву смрт, Морову инвестицију као канцелара и Хенријево венчање са Аном Болен, како би се покриле празнине у нарацији које су настале искључивањем Обичног човека.
Брехтовска инсценација завршне сцене у судници (која приказује поротнике као обичне људе) промењено је у више натуралистички амбијент. Такође, док је војвода од Норфока био судија и историјски и у приказу суђења у представи, за филм је креиран лик главног судије (Џек Гвилим). Норфок је и даље присутан, али игра малу улогу у поступку.

## Продукција
Продуценти су се у почетку плашили да Скофилд није довољно велико име да привуче публику, па су продуценти пришли Ричарду Бартону, који је одбио улогу. Лоренс Оливије је такође разматран, али Зинеман је захтевао да Скофилд буде изабран. Он је играо Мора и на лондонском Вест Енду и на Бродвеју; а извођење на Бродвеју му је донело награду Тони.
Алек Гинис је био први избор студија за улогу Вулсија, а Питер О’Тул његов први избор за Хенрија. Разматран је и Ричард Харис. Болт је желео да режисер Џон Хјустон игра Норфока, али је он одбио. Ванеса Редгрејв је првобитно требало да игра Маргарет, али је имала обавезе према позоришту. Пристала је на камео улогу Ане Болен под условом да не буде потписана.
Да би буџет остао испод 2 милиона долара, сви глумци су пристали на смањење хонорара. Само Скофилд, Јоркова и Велс су плаћени више од 10.000 фунти. За улогу Рича, његове прве велике филмске улоге, Џон Херт је плаћен 3.000 фунти. Ванеса Редгрејв се појавила само из забаве и одбила је да буде плаћена.
Филм је сниман у техниколору.

## Пријем

### Благајна
Филм је био успешан на благајнама, зарадио је 28.350.000 долара само у САД, што га је учинило петим филмом са највећом зарадом 1966. године.

### Критички пријем
Човек за сва времена добио је позитивне критике филмских критичара, са оценом „Свеже“ од 89% на агрегатору рецензија Rotten Tomatoes и просечном оценом од 7,70/10, на основу 80 рецензија. Консензус критичара каже: „Солидна кинематографија и угодне изведбе Пола Скофилда и Роберта Шоа дају искру овој намерној адаптацији драме Роберта Болта.“ А. Д. Марфи из часописа Variety је написао: „Продуцент-редитељ Фред Зинеман спојио је све елементе филмског стваралаштва у одличну, згодну и узбудљиву филмску верзију Човека за сва времена.”
Посебно је похваљен Скофилдов глумачки наступ. Кејт Камерон из New York Daily News-а написала је: „Поред свих ових финих изведби, укључујући богато и снажно тумачење краља Роберта Шоа, Скофилд је тај који доминира филмом својим нежним гласом и непоколебљивим одбијањем да се поклони краљу, чак и на рачун његове сопствене главе“. Полин Кејл је дала критичнији осврт на ритам филма, написавши: „...Иако је уреднији него што би наши школски драмски тренери могли да га ураде, фигуре се групишу и изговарају своје задате реплике и иду даље.”
Ватикан га је 1995. године, поводом 100. годишњице филма, уврстио међу највеће филмове свих времена. Британски филмски институт је 1999. прогласио Човека за сва времена 43. најбољим британским филмом свих времена. Године 2008. нашао се на 106. месту на листи 500 најбољих филмова свих времена часописа Empire.